# Ручьи (Волховский район)
Ручьи — деревня в Пашском сельском поселении Волховского района Ленинградской области.

## История
Деревня Ручьи упоминается на карте Санкт-Петербургской губернии Ф. Ф. Шуберта 1834 года.

РУЧЬИ — деревня принадлежит малолетним девицам Апрелевым, число жителей по ревизии: 16 м. п., 18 ж. п. (1838 год)

Деревня Ручьи отмечена на карте Ф. Ф. Шуберта 1844 года.

РУЧЬИ — деревня наследников генерал-лейтенанта Апрелева и малолетних девиц Апрелевых, по просёлочной дороге, число дворов — 9, число душ — 17 м. п. (1856 год)

РУЧЬИ — деревня владельческая при реке Паше, число дворов — 7, число жителей: 16 м. п., 18 ж. п. (1862 год)

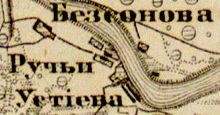
Деревня Ручьи на карте 1863 года

Согласно епархиальным сведениям 1899 года деревня относилась к приходу церкви Рождества Христова Пашского погоста в Надкопанье.
В конце XIX — начале XX века деревня административно относилась к Доможировской волости 3-го стана Новоладожского уезда Санкт-Петербургской губернии.
По данным «Памятной книжки Санкт-Петербургской губернии» за 1905 год, деревня Ручьи входила в состав Безсоновского сельского общества.
В 1917 году деревня входила в состав Доможировской волости Новоладожского уезда.
С 1919 по 1923 год деревня Ручьи входила в состав Бессоновского сельсовета Пашской волости Волховского уезда.
С 1923 года в составе Ручьянского сельсовета.
С 1924 года в составе Пашского сельсовета.
С 1927 года в составе Пашского района. В 1927 году население деревни Ручьи составляло 109 человек.
По данным 1933 года деревня Ручьи входила в состав Пашского сельсовета Пашского района Ленинградской области.

Земли деревни Ручьи на карте РККА 1940 года

С 1955 года в составе Новоладожского района.
В 1958 году население деревни Ручьи составляло 81 человек.
С 1963 года в составе Волховского района.
По данным 1966, 1973 и 1990 годов деревня Ручьи также входила в состав Пашского сельсовета Волховского района.
В 1997 году в деревне Ручьи Пашской волости проживали 15 человек, в 2002 году — 14 человек (все русские).
В 2007 году в деревне Ручьи Пашского СП — 13, в 2010 году — 23.

## География
Деревня расположена в северо-восточной части района, к западу от автодороги 41К-021 (Паша — Часовенское — Кайвакса).
Расстояние до административного центра поселения — 4 км.
Расстояние до ближайшей железнодорожной станции Паша — 3 км.
Деревня находится на левом берегу реки Паша.

## Демография
| 1838 | 1862 | 1997 | 2002 | 2007 | 2010 | 2012 |
| ---- | ---- | ---- | ---- | ---- | ---- | ---- |
| 34   | →34  | ↘15  | ↘14  | ↘13  | ↗23  | ↗29  |
| 2017 |      |      |      |      |      |      |
| ↘21  |      |      |      |      |      |      |

### Национальный состав
Согласно данным Всероссийской переписи населения 2021 года в деревне проживали 12 человек, все русские.